# Prehistorické jeskyně Yagulu a Mitly v Centrálním údolí Oaxacy
Prehistorické jeskyně Yagulu a Mitly v Centrálním údolí Oaxacy je název jedné z mexických památek figurujících na seznamu světového kulturního dědictví UNESCO, do kterého byla zapsána v roce 2010.
Nachází se na severních svazích Centrálního údolí Oaxacy ve stejnojmenném mexickém státě Oaxaca. Sestává ze 2 předhispánských archeologických komplexů - Yagul a Mitla - a skupiny více než 60 prehistorických jeskyní a skalních úkrytů. V některých z těchto jeskyní byly nalezeny jak archeologické předměty, tak i nástěnné jeskynní malby, které dokumentují přechod kočovných lovců k začínajícím zemědělcům. 10 000 let stará semena rostlin z rodu tykvovitých jsou považována za nejstarší známý důkaz domestikovaných rostlin na americkém kontinentu. Nalezené fragmenty kukuřičných klasů v jedné z jeskyní jsou nejstarším zdokumentovaným příkladem domestikace kukuřice. Kulturní krajina prehistorických jeskyní v okolí Yagulu a Mitly reprezentuje dlouhodobý vztah mezi člověkem a přírodou, ze kterého vzešly mezoamerické civilizace.

## Fotogalerie

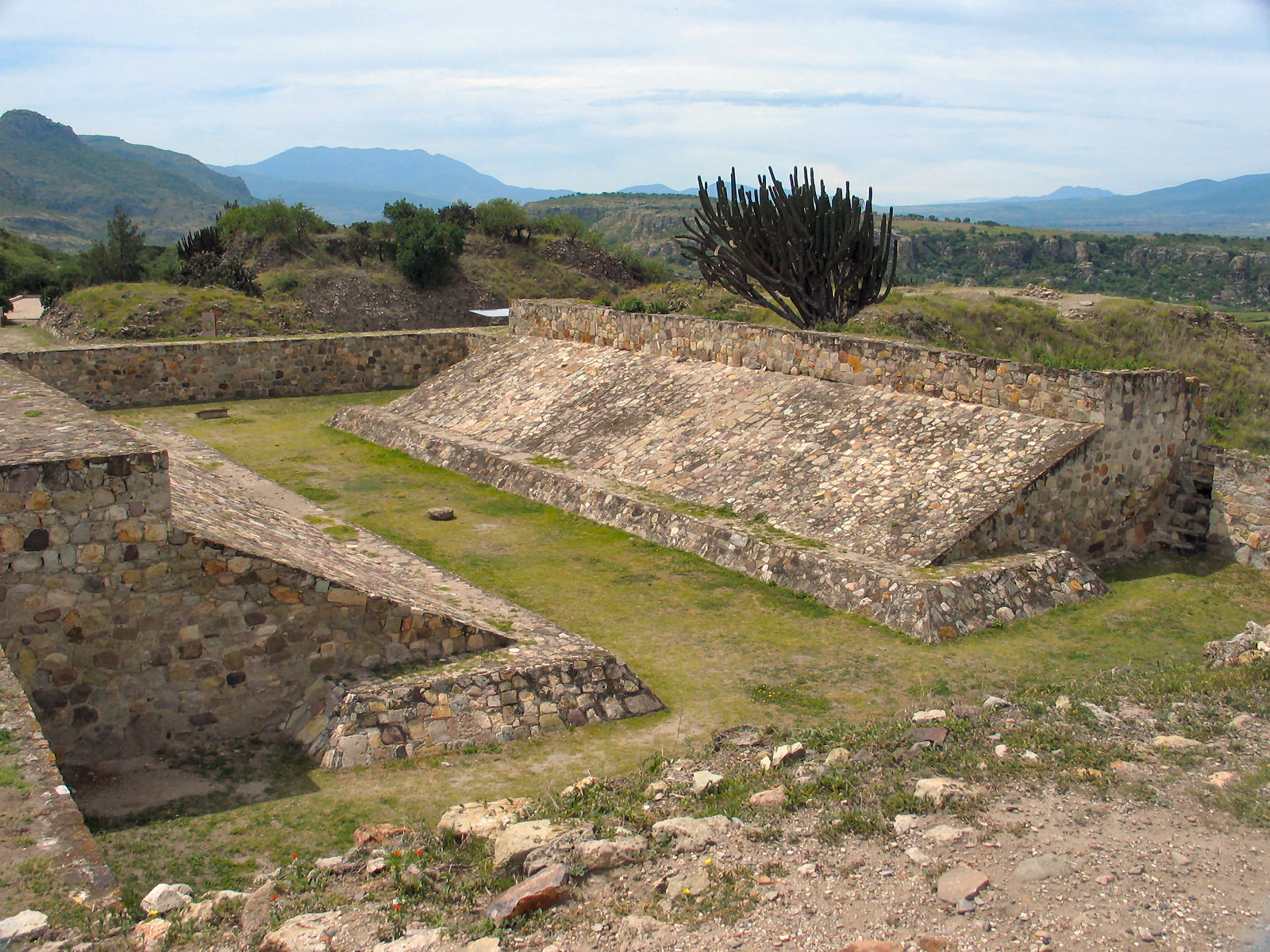
Yagul - hřiště pro míčové hry
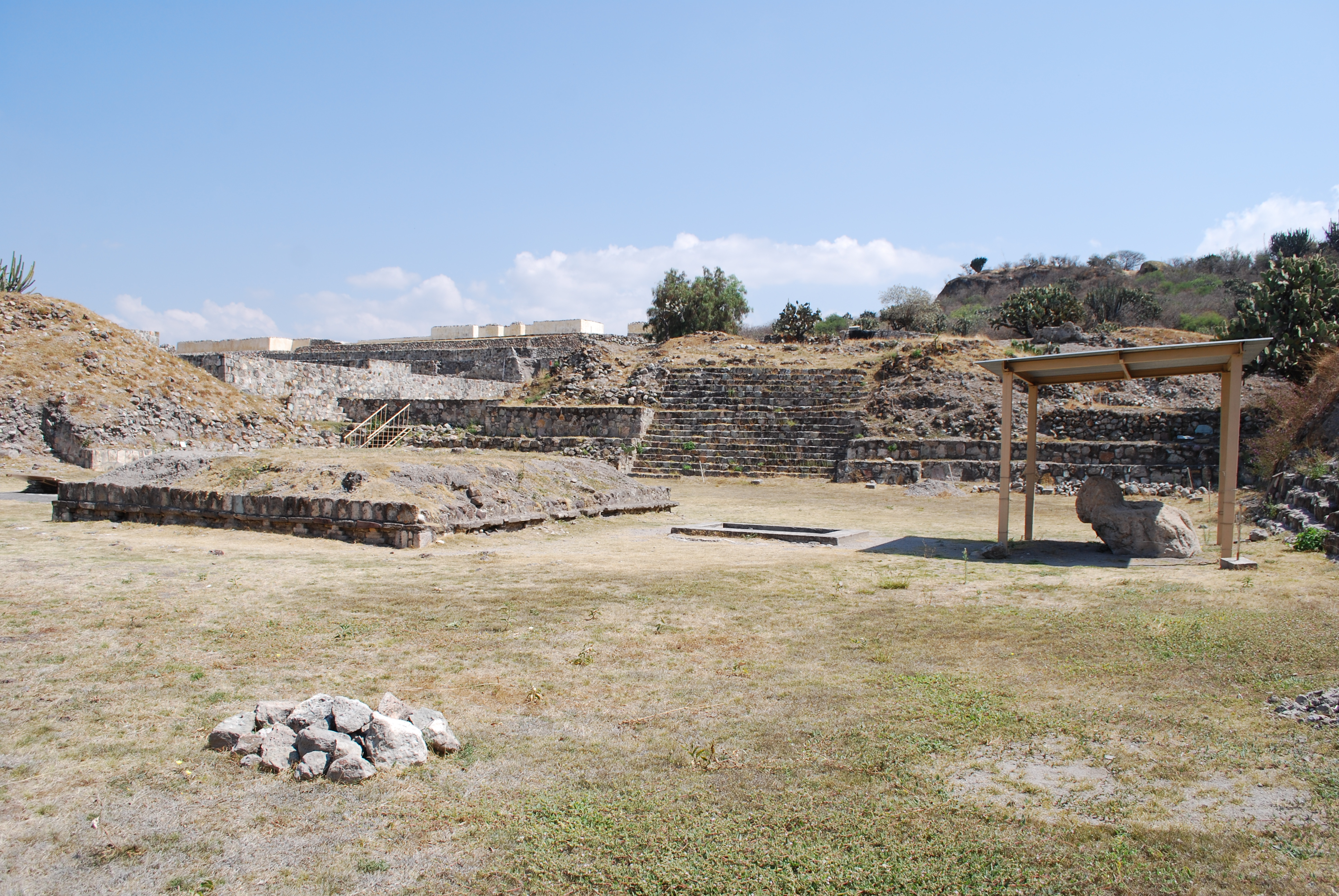
Yagul - nádvoří 4
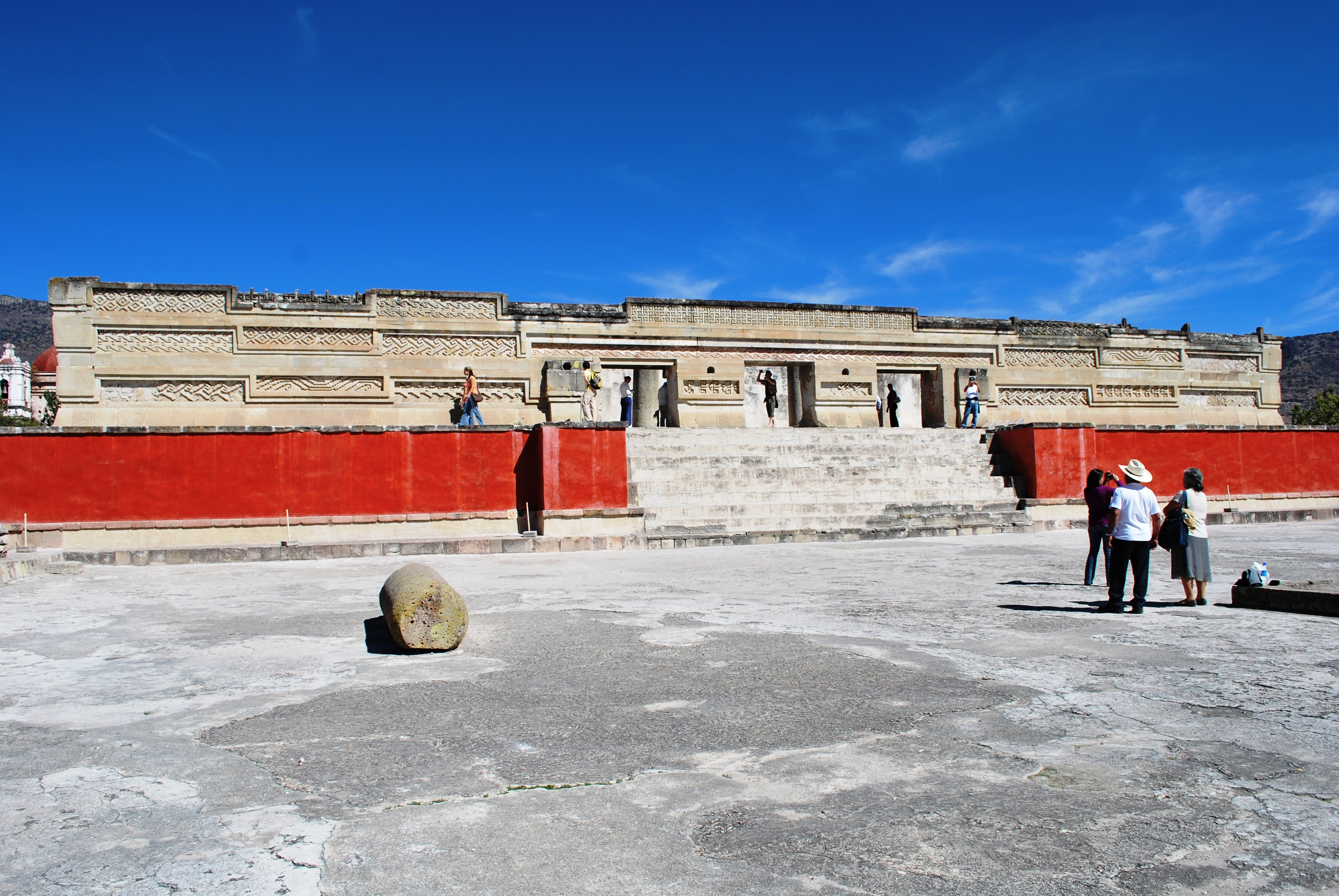
Mitla - fasáda hlavního paláce
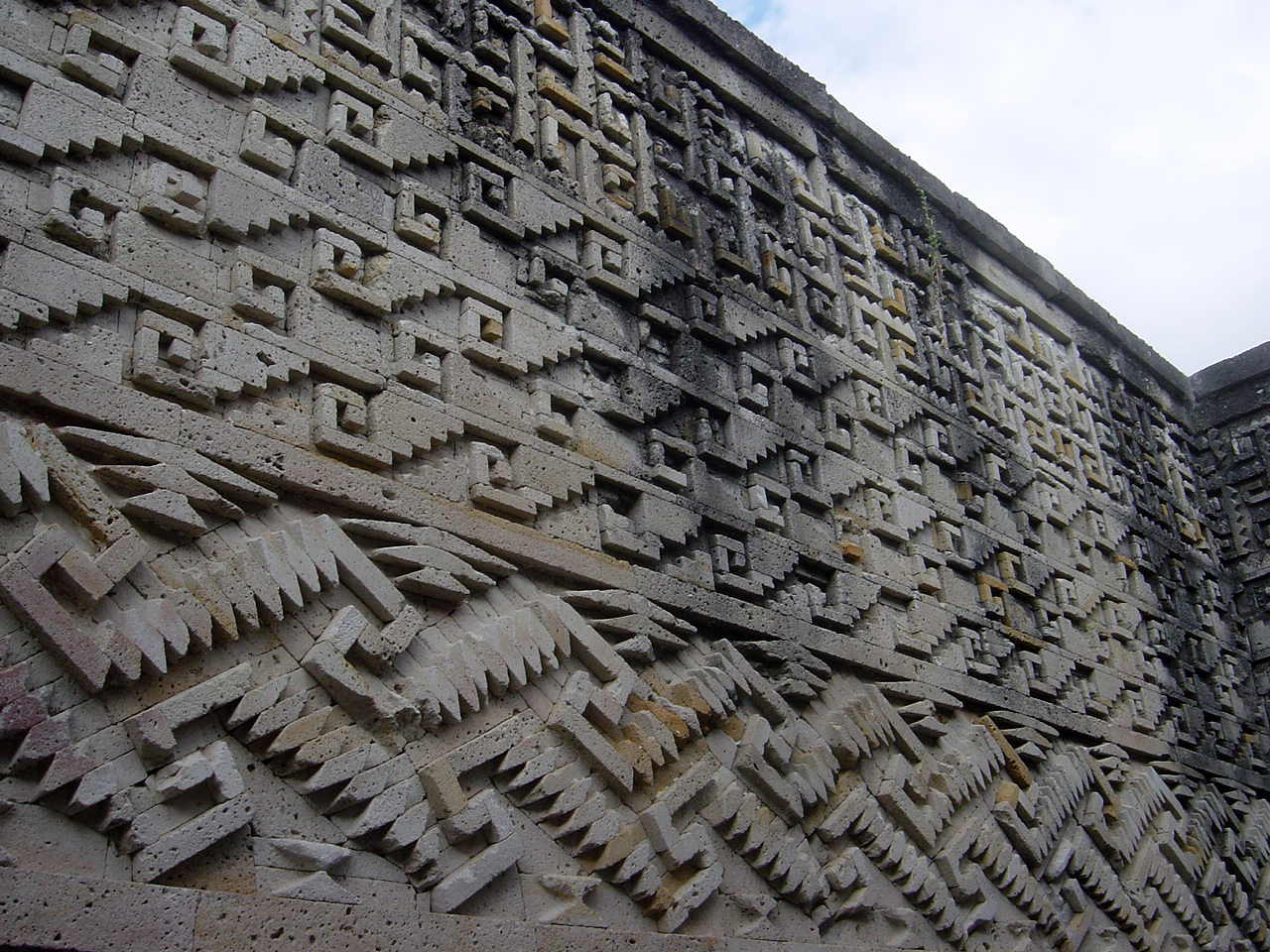
Mitla - detail stěny
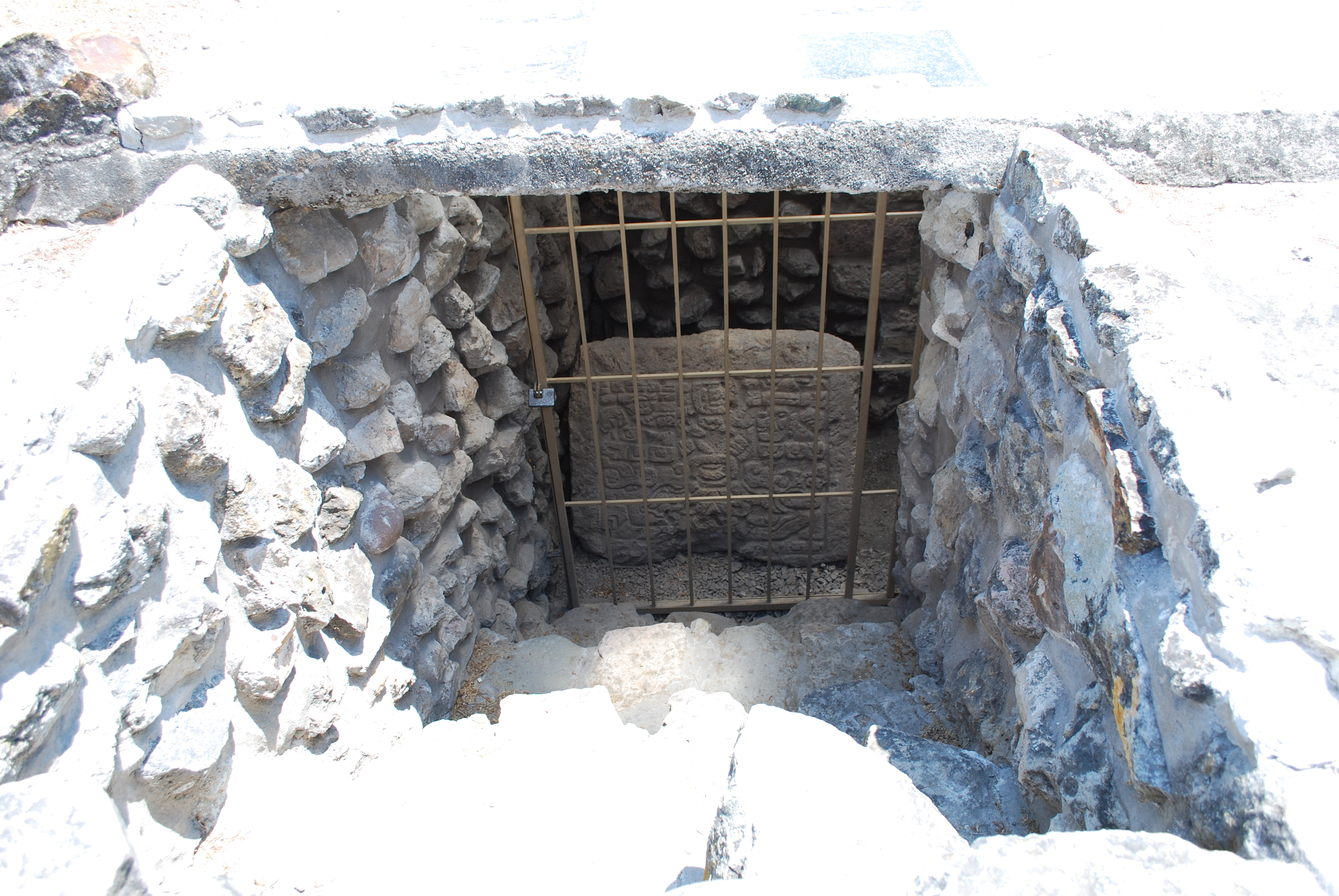
Hrobka v lokalitě La Fortaleza